# Cephalaeschna aritai
Cephalaeschna aritai е вид водно конче от семейство Aeshnidae.

## Разпространение и местообитание
Видът е разпространен във Виетнам.
Обитава сладководни басейни и потоци.